# Antarcturus horridus
Antarcturus horridus är en kräftdjursart som beskrevs av Tattersall 1921. Antarcturus horridus ingår i släktet Antarcturus och familjen Antarcturidae.

## Underarter
Arten delas in i följande underarter:
- A. h. horridus
- A. h. serratus